# 金馬地區選舉地理

中華民國福建省有效管轄的金馬地區範圍。

依據國家發展委員會國土區域離島發展處所擬訂之「台灣地區綜合開發計畫」，金馬地區選舉地理是由中華民國福建省目前有效管轄的金門縣、連江縣等兩縣所組成
。在2000年中華民國總統大選後，臺灣媒體開始提出「綠地藍天」、「北藍南綠」等說法，惟金馬地區選舉意向與台灣本島不同，無法適用。泛藍陣營在此區佔有絕對優勢。

## 概論
金馬地區各縣市現階段的藍綠基本盤及選民結構：
| 藍綠偏向     | 縣     | 泛藍 | 泛綠 | 現時縣政府執政黨(2022年) | 現時區域立法委員(2024年) |
| ------------ | ------ | ---- | ---- | ------------------------ | ------------------------ |
| 泛藍絕對優勢 | 連江縣 | 89%  | 11%  | 中國國民黨               | 中國國民黨1席            |
| 泛藍絕對優勢 | 金門縣 | 88%  | 12%  | 臺灣民眾黨               | 中國國民黨1席            |

## 金門縣

### 選民結構及政治勢力
金門縣是中華民國福建省實際管轄的兩縣之一。相較於台灣省各縣市於1950年便實施地方自治及開放縣市長民選，該縣直至1992年底金馬地區戰地政務終止後，才實施地方自治，1993年開放縣長民選。
金門縣向來是藍營票倉，同時亦為新黨全國唯一正式提名候選人執政過的縣市（郝龍斌首屆台北市長任期是以中國國民黨提名、新黨背書及未有完成退黨的情況下當選）。在歷屆選舉中，泛藍候選人均囊括九成以上選票。由於泛綠在金門缺乏影響力，該縣並沒有所謂的「藍綠對決」。當地選舉多是宗親而非政黨的競爭，往往呈現金門兩大姓「陳李對決」的局面。

### 歷年選情
在1993年中華民國縣市長選舉中，國民黨開放陳水在、陳永財、李炷烽等三人競選。選舉結果由時任官派縣長陳水在，以現任優勢與陳氏宗親全力的支持，當選金門縣首任民選縣長。在1997年中華民國縣市長選舉中，國民黨提名陳水在尋求連任，對上當時已加入新黨的李炷烽。最後，陳以近六成的票數領先李，順利獲得連任。
在2000年中華民國總統大選中，脫離國民黨參選的前台灣省長宋楚瑜在金門的得票率高達八成二，其次國民黨連戰也有一成四的票數，當選總統的民進黨陳水扁則僅得百分之三點一支持率。在2001年中華民國縣市長選舉中，共有六人競選，包括新黨的李炷烽、親民黨的蔡是民、民進黨提名的陳昭南、國民黨提名的許金象以及兩位無黨派人士翁天慶及陳川青。最後，李炷烽以五成六的票數，大勝得票兩成餘的蔡是民及百分之六點二的民進黨陳昭南。國民黨候選人許金象則僅得不足六個百分點，金門也首度出現了政黨輪替。
在2004年中華民國總統大選中，連戰在金門縣取得了百分之九十三四點五四的票數，而陳水扁的得票率則是百分之六點四五。2005年中華民國縣市長暨縣市議員選舉中，新黨的李炷烽以五成四的票數領先無黨派人士陳福海，成功連任縣長。
在2008年中華民國立法委員選舉中，金門縣選區呈現泛藍大分裂的局面，時任新黨立委吳成典改披國民黨參選，對上了新黨的金門縣議員李沃士以無黨派名義參選，還面對昔日親密戰友胡偉生，再加上無黨派人士陳福海參選，讓泛藍分裂為四。此外，民進黨則提名唐惠霈，公民黨亦提名高絃騰。最後雖然吳成典受到國民黨以及新黨縣長李炷烽的強力助選，卻仍以七十四票之差敗給了陳福海。而在同年的2008年中華民國總統大選中，馬英九在金門縣取得了九成五的票數，謝長廷則取得百分之五的票數。
2009年中華民國縣市長暨縣市議員選舉中，當時已恢復國民黨籍的李沃士在黨內初選勝出，對上脫離國民黨參選的前立委吳成典及以無黨派身份重披戰袍的前縣長陳水在。在選戰中，李沃士掌握政黨奧援與李氏宗親支持，吳成典則獲小金門鄉親及時任縣長李炷烽力挺，並因立委資歷而擁有旅台鄉親的票源優勢，而陳水在則有陳氏宗親、舊有的行政派系及時任立委陳福海的支持。最後在三強鼎立的狀態下，李沃士以三成七的票數，領先均獲得三成左右的吳成典及陳水在，國民黨八年後再度奪得縣長寶座。
在2012年中華民國總統大選中，國民黨馬英九在金門縣以八成九的得票率領先，不過民進黨蔡英文也在金門首度突破三千票。同日舉行的2012年中華民國立法委員選舉，國民黨提名的候選人楊應雄以三成三的票數險勝，親民黨時任立委陳福海以三成二的得票率連任失利，新黨候選人吳成典則獲得兩成八的票數。
在2014年九合一選舉中，無黨派候選人陳福海大勝尋求連任的時任縣長李沃士八千餘票，成為首位無黨派民選縣長。李沃士也成為縣長開放民選以來，首位連任失敗的縣長。
在2016年中華民國總統大選中，國民黨朱立倫在該縣以兩萬四千多票的得票數領先，不過民進黨蔡英文在金門首度突破六千多票。同日舉行的2016年中華民國立法委員選舉中，國民黨提名的候選人楊鎮浯以一萬六千多的票數險勝，新黨提名的吳成典以九千多的得票數居次，金門縣長陳福海支持的民進黨候選人陳滄江則獲得八千八百多的票數。
在2018年九合一選舉中，國民黨推出時任立委楊鎮浯挑戰尋求連任的無黨籍縣長陳福海。選舉結果由楊鎮浯以四成八的得票率，801票的差距領先時任縣長陳福海，金門在四年後再現藍天。
在2020年中華民國總統大選中，國民黨韓國瑜雖在該縣以三萬五千多票的得票數領先，不過得票率僅約七成五，為2000年中央政黨輪替以來最低。民進黨蔡英文在金門首度突破一萬多票，得票率達兩成二。同日舉行的2020年中華民國立法委員選舉中，時任補選上台的國民黨立委陳玉珍以二萬一千多的票數連任，無黨籍的前縣長陳福海以一萬三千多的得票數居次，民進黨脫黨後以無黨籍候選人身分參選的陳滄江則獲得七千三百多票，另外，同屬泛綠的基進黨首次在金門縣提名候選人洪正參選，獲得一千六百多票。
在2021年四大公投中，泛藍所主張的同意，大勝泛綠所主張的不同意74個百分比。（四項平均）
在2022年九合一選舉中，前無黨籍縣長陳福海挑戰尋求連任的國民黨籍縣長楊鎮浯。選舉結果由陳福海以四成九的得票率，3,908票的差距領先時任縣長楊鎮浯，國民黨在四年後又丟失金門。

## 連江縣

### 選民結構及政治勢力
連江縣是中華民國福建省實際管轄的兩縣之一，面臨閩江口、連江口和羅源灣，與中国大陸僅一水之隔。相較於台灣省各縣市於1950年便實施地方自治及開放縣市長民選，該縣直至1992年底金馬地區戰地政務終止後，才實施地方自治，1993年開放縣長民選。
長期以來，馬祖一直都是泛藍佔有絕對優勢的選區，且在歷屆選舉中得票率皆接近十成，但國民黨籍民選縣長均未順利連任。當地的選舉過去多為泛藍間的競爭，泛綠一直無法與其抗衡，甚至在2012年中華民國立法委員選舉之後的選舉放棄於此選區提名候選人，直到2020年才再度派人參選，而2022年也是民進黨首次推出縣長候選人。

### 歷年選情
1993年中華民國縣市長選舉時，僅有國民黨籍的時任官派縣長曹常順一位候選人同額競選。而在1997年中華民國縣市長選舉中，國民黨提名的劉立群以六成一的票數領先新黨的曹原彰。
在2000年中華民國總統大選中，脫離國民黨參選的前台灣省長宋楚瑜在馬祖地區的得票率高達七成三，其次國民黨連戰也有二成四的支持率，當選總統的民進黨陳水扁則僅得不足兩個百分點。而在2001年中華民國縣市長選舉中，代表親民黨參選的陳雪生，以五成六的得票率，領先國民黨提名尋求連任的劉立群，連江縣也首度出現了政黨輪替。
在2004年中華民國總統大選中，連戰在連江縣取得了九成四的票數，而陳水扁的得票率則是百分之六。在2005年中華民國國民大會代表選舉中，國民黨在連江縣取得了六成九的票數，親民黨一成三，而民進黨則首度拿下超過一成的票數。2005年中華民國縣市長暨縣市議員選舉中，國民黨中央因禮讓親民黨競選連任的陳雪生而放棄提名，惟國民黨籍的楊綏生及國民黨籍的吳軾子皆以無黨派參選。最後，陳雪生以五成三的票數，成功連任縣長。
在2008年中華民國立法委員選舉中，國民黨提名的曹爾忠在連江縣選區，以一百餘票微幅差距險勝親民黨候選人林惠官。而在全國不分區暨僑選立委政黨票方面，國民黨獲得七成一的票數，新黨支持率為一成五，而民進黨的得票率則是百分之五點三五。在同年的2008年中華民國總統大選中，馬英九在馬祖地區取得了九成五的票數，謝長廷則取得百分之五票數。
2009年中華民國縣市長暨縣市議員選舉中，前立法委員林惠官加入中國國民黨爭取提名，國民黨最後開放四年前參選縣長落敗的楊綏生及時任衛生局長劉增應兩人競選。此外，無黨派人士陳財能亦參選。最後，楊綏生以五成七的票數當選縣長。在2012年中華民國總統大選中，馬英九在連江縣以八成七的得票率領先，蔡英文則取得百分之八的票數。而在同日舉行的2012年中華民國立法委員選舉中，以無黨派身份參選的前親民黨縣長陳雪生獲得五成選票險勝，國民黨時任立委曹爾忠則以四成七的票數連任失利。
2014年九合一選舉中，國民黨開放時任縣長楊綏生及前連江縣衛生局長劉增應兩人競選。由於楊綏生任內博弈政策跳票，劉增應以六成六的選票大勝尋求連任的楊綏生。
2016年中華民國總統大選中，由朱立倫獲得六成九得票率領先，蔡英文以一成七的票數次之，而宋楚瑜亦有一成五的票數。而在同日舉行的立委選舉，於選前宣佈重回國民黨的陳雪生以六成八的票數當選連任。
2018年九合一選舉中，國民黨的時任縣長劉增應以六成六的得票率，大勝連江縣自來水廠副廠長朱秀珍，成為首位國民黨籍連任成功的民選縣長。
民主進步黨在連江縣歷年最高得票率則在2024年中華民國立法委員選舉，民進黨提名的李問以1,382票，獲得約23%得票率，超越2020年中華民國總統選舉英德配所獲得1,226票，亦即約19%得票數。在2024年立委選舉當中，國民黨時任立委陳雪生以3,118票順利連任，超過李問的1,382票以及民眾黨候選人曹爾凱的1,374票。
2020總統大選中，馬祖選區英德配獲得約兩成的票數。韓張配則以七成七得票率領先，而宋余配則僅得不足百分之四的票數。而在同日舉行的立委選舉，國民黨時任立委陳雪生以四成九的票數當選連任，民進黨時隔12年未提名候選人後，提名立委候選人李問，獲得一成一得票率，立委選舉得票率首次突破一成。爾後，民進黨在馬祖成立「福建連江黨部」，及以不分區立委洪申翰設立服務處，並由李問留守深耕，更徵召其於2022年參選縣長，雖僅取得6%選票落敗，不過連江縣黨部提名多人角逐縣議員及鄉代表，當中有詹庭語一人當選北竿鄉鄉民代表，使民進黨首次在連江縣有公職人員。
在2021年四大公投中，泛藍所主張的同意，大勝泛綠所主張的不同意73個百分比。(四項平均)

### 文獻
1. ↑  省府簡介，福建省政府官方網站 的存檔，存档日期2007-10-14.
2. ↑  北藍南綠的政黨版圖 的存檔，存档日期2011-07-15.，國政評論，內政組特約研究員 王業立，2001年12月11日。
3. ↑  台北更獨 ／南綠北藍 另有真相  的存檔，存档日期2008-11-22.，國政評論，林濁水，2007年11月20日。
4. 1 2 3 4  《台灣與大陸政治評論集》，林清察，2006年
5. 1 2 3 4 5 6 7 8 9 10 11 12 13 14 15 16 17 18 19 20 21 22 23 24 25 26  中選會資料庫網站 的存檔，存档日期2004-09-08.，行政院中央選舉委員會
6. ↑  . 2025 台灣選舉地理-縣市選民結構篇：第三勢力的破壞效應.   [2025-02-22].
7. ↑  . 2025 台灣選舉地理-縣市選民結構篇：第三勢力的破壞效應.   [2025-07-05].
8. 1 2  《中華民國在台灣的政治變遷 的存檔，存档日期2009-07-04.》，國立編譯館
9. 1 2 3 4 5  《宗族因素對金門縣選民投票行為之影響：以第一至第四屆金門縣長選舉為例 的存檔，存档日期2013-12-06.》碩士論文，王振漢，銘傳大學
10. 1 2 3  金門立委六搶一現任立委吳成典最被看好[永久]，大紀元
11. ↑  國民黨金門縣長黨內初選 李沃士勝出 （页面存档备份，存于），大紀元
12. 1 2  金門縣 7人參選爆炸 泛藍三強鼎立 （页面存档备份，存于），蘋果日報
13. ↑  金門三強拉鋸 輸贏千票內 （页面存档备份，存于），蘋果日報
14. 1 2 3 4  金門縣連江縣》金門李沃士奪得縣長寶座 的存檔，存档日期2013-12-05.，聯合報
15. 1 2  .   [2022-07-04]. （原始内容存档于2022-07-06）.
16. ↑  連江縣長選舉 目前僅親民黨提名陳雪生參選 （页面存档备份，存于），中央社
17. ↑  連江縣長選情陷膠著 多數選民不願表態 （页面存档备份，存于），中央社
18. ↑  .   [2016-09-09]. （原始内容存档于2019-07-01）.
19. ↑  .   [2024-01-18]. （原始内容存档于2024-03-01）.

### 書目
- 《中華民國在臺灣的政治變遷》，國立編譯館
- 《台灣與大陸政治評論集》，林清察，2006年
- 《台灣地方派系與權力結構》，王建民，2003年

## 外部連結
- 中央選舉委員會選舉資料庫